# Claudia Salazar Jiménez
Claudia Salazar Jiménez (ur. 5 lipca 1976 w Limie) – peruwiańska pisarka, redaktorka i wykładowczyni.

## Życiorys
Urodziła się 5 lipca 1976 roku w Limie. Studiowała na Uniwersytecie Świętego Marka, po czym doktoryzowała się z literatury południowoamerykańskiej na New York University.
Założyła i prowadziła czasopismo literackie „Fuegos de Arena”, zainicjowała również i prowadziła pierwszy festiwal filmów peruwiańskich w Nowym Jorku pt. PeruFest. Redagowała antologie literatury iberoamerykańskiej Voces para Lilith. Literatura contemporánea de temática lésbica en Latinoamérica (2011), Escribir en Nueva York. Antología de narradores hispanoamericanos (2014) oraz Pachakuti feminista. Ensayos y testimonios sobre arte, escritura y pensamiento feminista en el Perú contemporáneo (2020). 
Należy do najważniejszych głosów literackich swojego pokolenia w Peru, udziela się również jako krytyczka literacka. W 2013 roku ukazała się jej debiutancka powieść Krew o świcie, która przyniosła jej nagrodę Premio Las Américas (2014). Utwór przedstawia krwawą historię konfliktu wewnętrznego Peru lat 80. XX wieku – czasów największej aktywności Świetlistego Szlaku – z perspektywy trzech kobiet. Salazar Jiménez jest także autorką opowiadań, które ukazały się na łamach czasopism i antologii, a także w zbiorze Coordenadas temporales (2016). 
Laureatka nagród Premio TUMI i Premio Sylvia Molloy. Wykłada pisanie kreatywne i literaturę południowoamerykańską na California State Polytechnic University w Pomonie. 

## Twórczość
- La sangre de la aurora, 2013, wyd. pol.: Krew o świcie. Tomasz Pindel (tłum.). ArtRage, 2023. ISBN 978-83-67515-08-5. Brak numerów stron w książce
- Coordenadas temporales, 2016
- 1814, año de la Independencia, 2017[1]